# Tõnu Õnnepalu
Tõnu Õnnepalu (nacido el 13 de septiembre de 1962), también conocido por sus seudónimos Emil Tode y Anton Nigov, es un poeta y escritor estonio. Õnnepalu nació en Tallin y estudió Biología en la Universidad de Tartu en 1980-1985. Comenzó su carrera de escritor como poeta en 1985 y publicó tres recopilaciones de sus obras. En 1993 atrajo atención internacional cuando se publicó su novela Estado fronterizo (en estonio: Piiririik) bajo el seudónimo de "Emil Tode". El libro se tradujo a 14 idiomas y se convirtió en el libro estonio más traducido de la década de 1990. El mismo año recibió el premio literario anual otorgado por la Asamblea Báltica. El trabajo de Õnnepalu a menudo explora temas como el aislamiento, la homosexualidad y la traición.
En 1992, su poema "Inquiétude du Fini" se realizó como una pieza coral, bajo la dirección del compositor estonio Erkki-Sven Tüür.
Además de escribir novelas, Tõnu Õnnepalu tradujo obras en estonio a partir del francés, incluyendo obras de autores como François Mauriac, Charles Baudelaire y Marcel Proust, y contribuyó a publicaciones en idioma inglés como el Poetry Society. Tõnu Õnnepalu es también miembro de la Junta de Gobernadores de la Eesti Maaülikool (Universidad de Ciencias de la Vida de Estonia) en Tartu.

## Obra selecta

### Novelas
- Piiririik ("Estado fronterizo", como Emil Tode)
  - Publicado por Tuum, 1993.

- Hind ("The Price", como Emil Tode)
  - Publicado por Tuum, 1995.

- Mõõt ("The Measure", como Emil Tode)[5]
  - Publicado por Tuum, 1996.

- Printsess ("Princess", como Emil Tode)
  - Publicado por Täht, 1997.

- Harjutused ("Practicing", como Anton Nigov)
  - Publicado por Eesti Keele Sihtasutus, 2002.

- Raadio ("Radio", como Emil Tode)
  - Publicado por Eesti Keele Sihtasutus, 2002.

- Paradiis ("Paradise", como Tõnu Õnnepalu)
  - Publicado por Varrak, 2009.

- Mandala ("Mandala", como Tõnu Õnnepalu)
  - Publicado por Varrak, 2012.

### Poesía
- Jõeäärne maja, 1985
- Ithaka, 1988
- Sel maal, 1990
- Mõõt, 1996
- Enne heinaaega ja hiljem, 2005
- Kevad ja suvi ja, 2009